# Postulados de Euclides

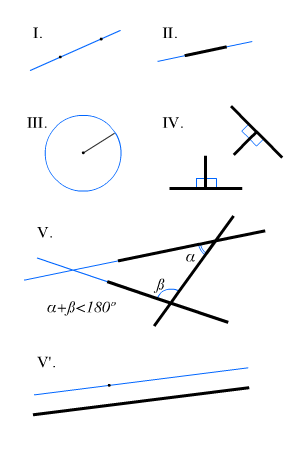
Representación geométrica de los postulados de Euclides.

Los postulados de Euclides hacen referencia al tratado denominado Los Elementos, escrito por Euclides hacia el año 300 a. C., exponiendo los conocimientos geométricos de la Grecia clásica deduciéndolos a partir de cinco postulados, considerados los más evidentes y sencillos.
Los postulados de Los Elementos son los siguientes...
1. Dos puntos distintos cualquiera determinan un segmento de recta.
2. Un segmento de recta se puede extender indefinidamente en una línea recta.
3. Se puede trazar una circunferencia dados un centro y un radio cualquiera.
4. Todos los ángulos rectos son iguales entre sí.
5. Postulado de las paralelas. Si una línea recta corta a otras dos, de tal manera que la suma de los dos ángulos interiores del mismo lado sea menor que dos rectos, las otras dos rectas se cortan, al prolongarlas, por el lado en el que están los ángulos menores que dos rectos.

Este último postulado tiene un equivalente, que es el más usado en los libros de geometría:
- Por un punto exterior a una recta, se puede trazar una única paralela.

A principios del siglo XIX Gauss, Lobachevsky y János Bolyai consideraron la posibilidad de una geometría sin el quinto postulado, descubriendo la Geometría hiperbólica. 
En términos actuales, estos postulados fueron enunciados por Hilbert en sus axiomas.